# Edvard Hambro
Edvard Isak Hambro (Oslo; 22 de agosto de 1911-ibidem; 1 de febrero de 1977) fue un académico, diplomático y político noruego, miembro del partido conservador Høyre. Fue presidente de la Asamblea General de las Naciones Unidas durante su vigésimo quinta sesión (1970-1971).

## Biografía

### Primeros años
Terminó su educación secundaria en 1929, se matriculó en derecho en la Real Universidad Federicana y se graduó en 1934. En 1931 presidió la asociación de estudiantes conservadores. En 1936 obtuvo un doctorado en ciencia política en Ginebra. Con una beca de la Fundación Rockefeller, estudió en el extranjero antes de ser contratado como director internacional en el Chr. Instituto Michelsen en 1938.

### Carrera
En 1940 Noruega fue atacada por Alemania. Durante la lucha posterior, fue oficial de enlace para las fuerzas británicas en el oeste de Noruega, pero posteriormente ese mismo año huyó hacia los Estados Unidos. Fue académico invitado en la Universidad del Noroeste desde 1941 y secretario general de la Federación Nórdica y editor de su revista Nordmanns-Forbundets Tidsskrift de 1941 a 1943. Luego regresó a Londres para trabajar en el Ministerio de Asuntos Exteriores de Noruega formado en el exilio hasta el final de la Segunda Guerra Mundial. Fue condecorado con la Medalla de la Defensa.
Después de la guerra, integró la delegación de Noruega en la Conferencia de San Francisco en 1945, y dirigió la oficina judicial de las Naciones Unidas hasta 1946. En 1946 publicó Charter of the United Nations. Commentary and documents junto con Leland Goodrich. De 1946 a 1953 fue secretario de la Corte Internacional de Justicia de La Haya.
Fue investigador en la Escuela Noruega de Economía desde 1953, profesor visitante en la Universidad de California en 1958 y profesor de jurisprudencia en la Escuela Noruega de Economía desde 1959 hasta 1966. Publicó diversos trabajos académicos en idioma noruego. También escribió tres volúmenes de The Case Law of the International Court of Justice junto con Arthur W. Rovine.
En 1961 fue elegido miembro del Storting (parlamento) en representación de Bergen, siendo reelegido en 1965. Cumplió su primer mandato en la comisión permanente de justicia, y luego fue miembro de la comisión permanente de asuntos exteriores. Paralelamente, desde 1960 hasta 1966 fue vicepresidente de la Cruz Roja de Noruega.
En 1966, dejó el parlamento para convertirse en el representante permanente de Noruega ante las Naciones Unidas. Presidió el sexto comité (comité jurídico) en la 22.° Asamblea General de las Naciones Unidas en 1967. Fue el 25.° presidente de la Asamblea General entre 1970 y 1971. Después de su período como representante permanente, fue embajador en Ginebra (Suiza), representando a Noruega ante la Asociación Europea de Libre Comercio y la Oficina de la Organización de las Naciones Unidas en Ginebra. Desde 1976 fue embajador en Francia. También formó parte de la Comisión de Derecho Internacional de las Naciones Unidas desde 1972.
Presidió la junta de apelaciones del Consejo de Europa y fue miembro de la junta de apelaciones de la Organización para la Cooperación y el Desarrollo Económicos. Presidió la Comisión de Conciliación Permanente para la República Federal de Alemania y los Países Bajos, y fue miembro del Instituto de Derecho Internacional, la Corte Permanente de Arbitraje y el Tribunal Arbitral Franco-Alemán para el Sarre.
Recibió títulos honoríficos de la Universidad Brandeis, Universidad de Columbia, Luther College, Universidad Seton Hall, Universidad de Toronto, Wagner College y Universidad Yale. Fue condecorado como comandante con la Estrella de la Orden de San Olaf (1970) y recibió la Gran Cruz de la Orden de la Rosa Blanca de Finlandia, la Orden de la Estrella Yugoslava y la Orden de Ouissam Alaouite de Marruecos.
Falleció en 1977.